# プラサン (企業)
プラサン ササ株式会社として法人化され、旧称はプラサン ササ（ACS）株式会社であるプラサン（ヘブライ語: פלסן‎）は、イスラエルを本拠地とする自動車メーカーである。 

## 歴史
1985年に設立されたプラサン ササは、特注の車両装甲システムやシャシーアップアーマーの設計、軽量軍用戦術トラックや装甲兵員輸送車（装軌・装輪）、固定翼機や回転翼機、商用車用の増加装甲キットの開発、製造、組み立てを行っていて、個人保護装甲の主要な供給者である。 
プラサンは、イスラエル北部にある100世帯ほどの農村共同体、ササ (キビツ)100％所有する非公開企業である。米国で650人、フランスで180人を含む1,300人の従業員が働いている。 
プラサンの装甲は米軍のMRAP車両に広く使われている。駐イスラエル米国大使のダン・シャピロは、プラサンの装甲は数え切れないほどのアメリカ人の命を救ってきたと述べた。また、世界中の警察や国境警備隊にも販売している。サンパウロの憲兵用に作られた特殊車両は、24人の戦闘員を輸送でき、日中および夜間の視覚システムを装備しており、ブラジルでのオリンピックで使用された。 
Sasaの技術革新には、マックスプロ、MRAP（耐地雷・伏撃防護車両）、M-ATV（全地形対応）車両の人員と装備を保護するための車両キャビン、シャシー、V字型車体キットが含まれている。 

## 炭素繊維複合材
プラサンは、以前はバーモント・コンポジッツの車両部門だったバーモント州にある自動車用複合材製造施設を持っている。プラサン・カーボンは、シボレー・コルベットZ06のカーボンファイバーフェンダー、および2009年型ZR1のボンネット、フェンダー、ルーフ、リヤヘッダー、下部のロッカーモールディングとフロントスプリッターを製造している。また、プラサンは2008年型バイパーSRT-10 ACRのリアスポイラー、フロントスプリッター、フロントダイブプレーンも成形している。また、過去には2008年型フォード シェルビー GT500KRのスプリッター、フードアッセンブリー、ミラーキャップも製作している。 

## 受賞と表彰
2017年5月、プラサン ササと同社CEOのダニ・ジヴは、米国防産業協会のレッドボール・エクスプレス賞を受賞した。同社はNDIAの戦術装輪車両部門から表彰された。 

## 製品
プルサンによって設計・製造された装甲車体を持つ車両 

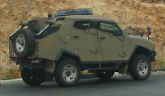
プラサン サンドキャット
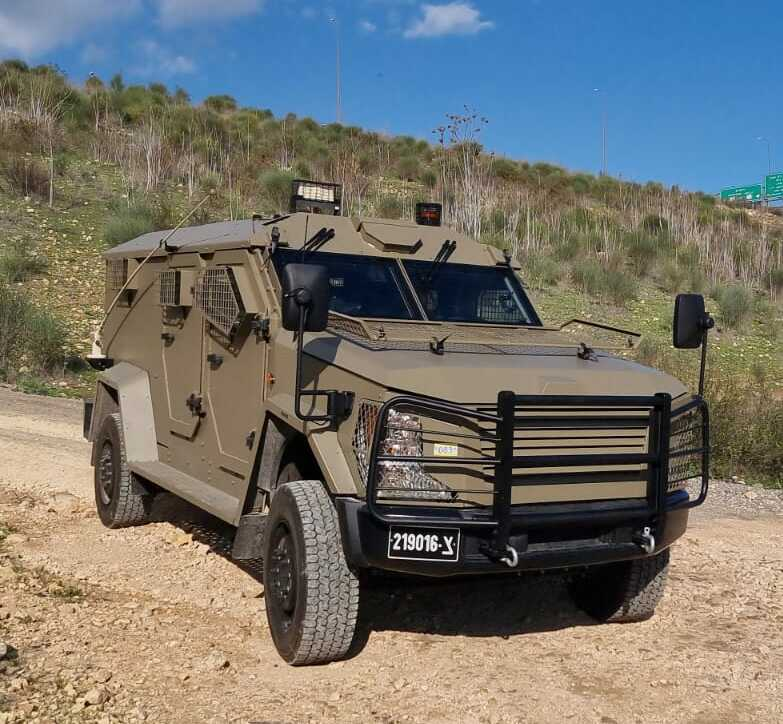
ティグリス
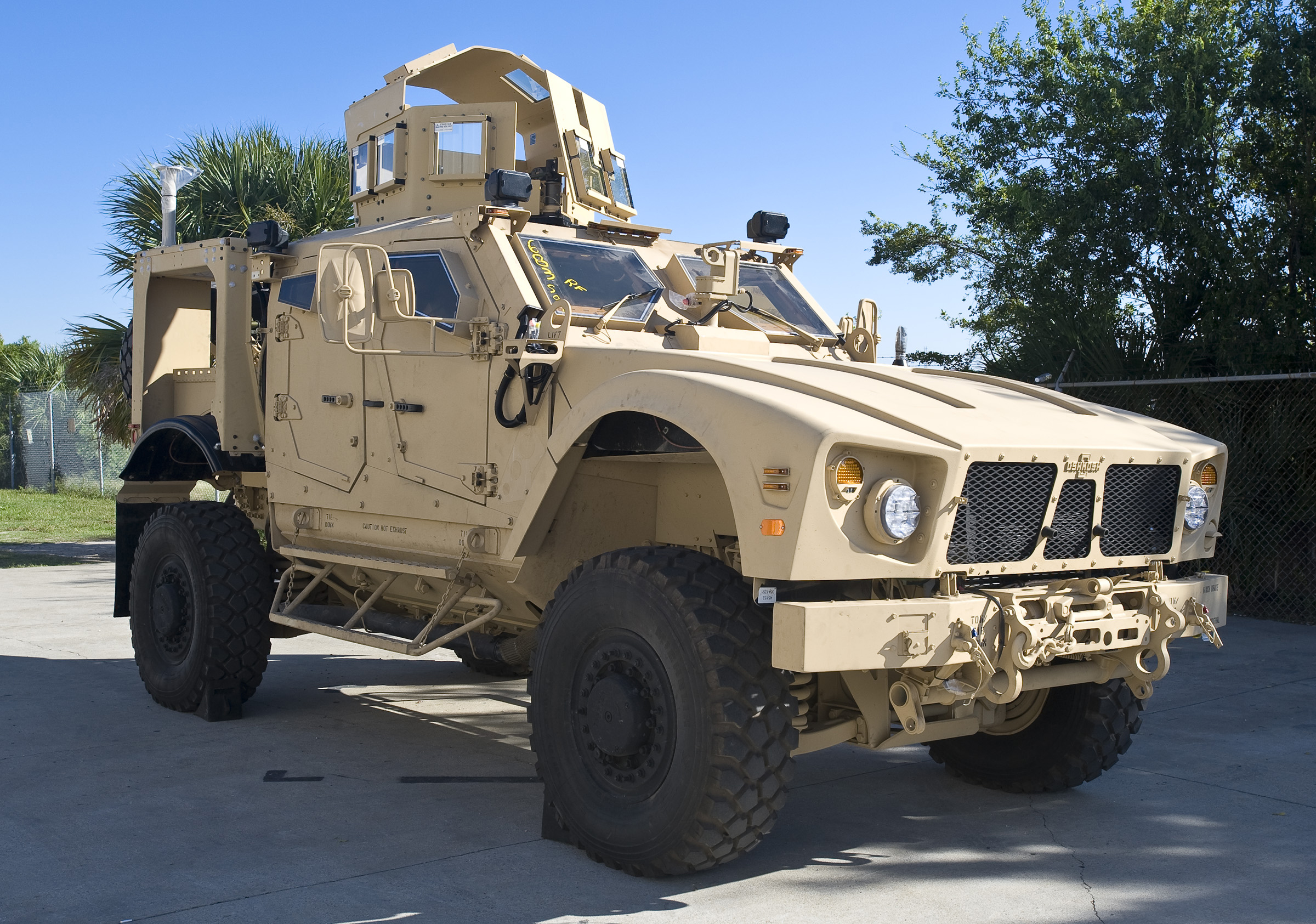
オシュコシュ M-ATV

- プラサン ガーダー（英語版）
- M-ATV
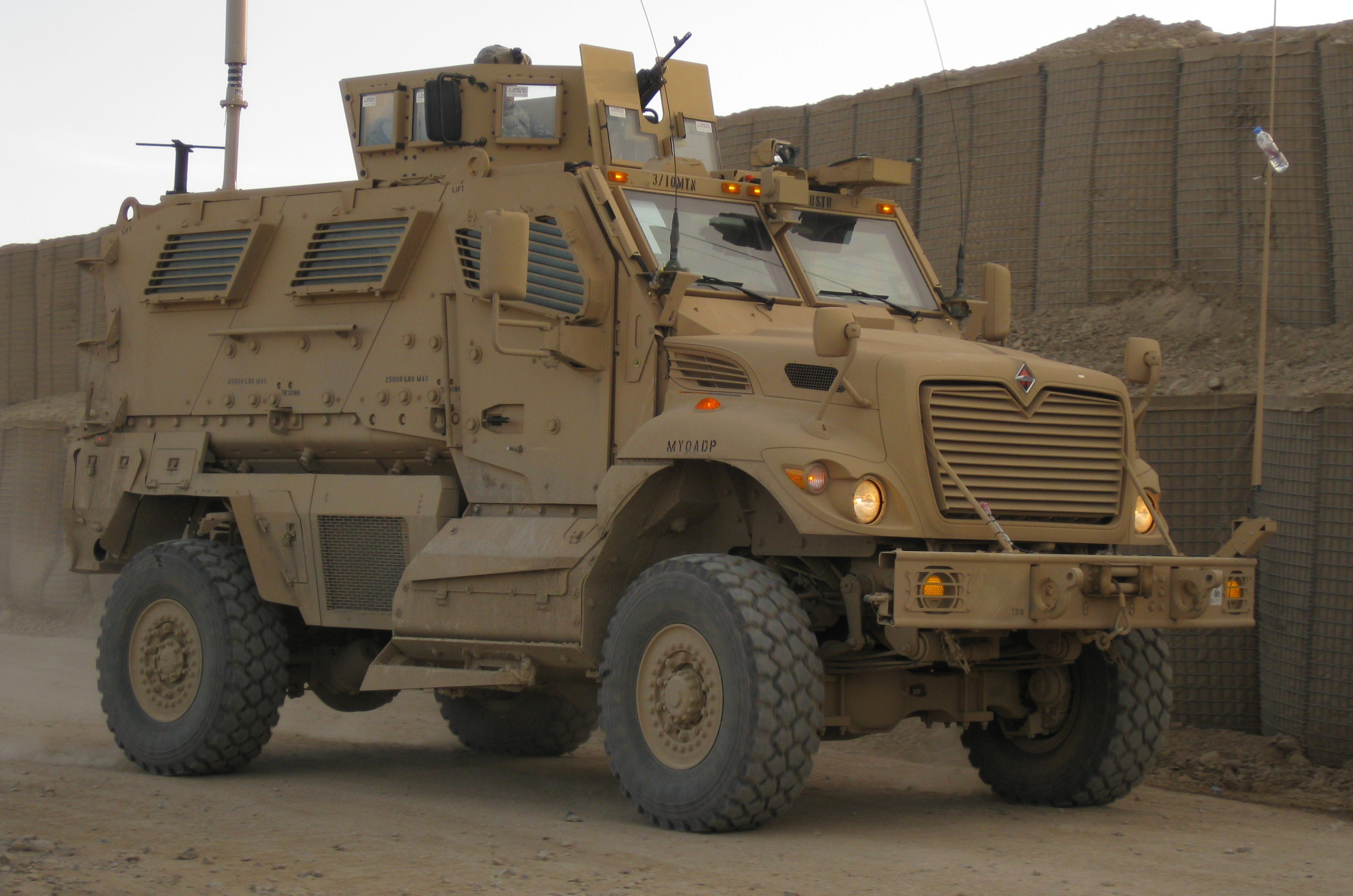
マックスプロ
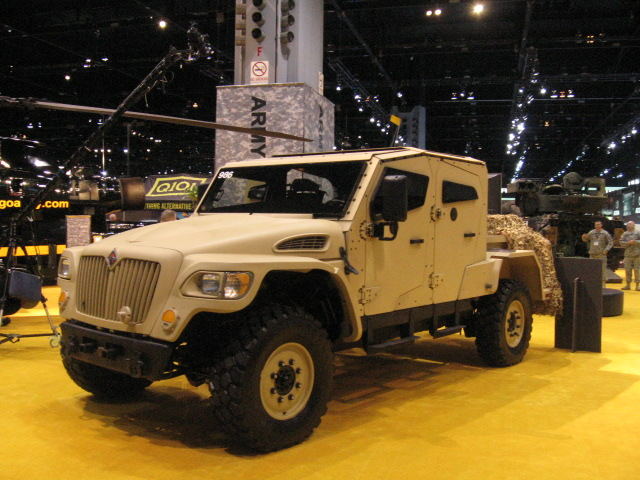
MXT-MVA
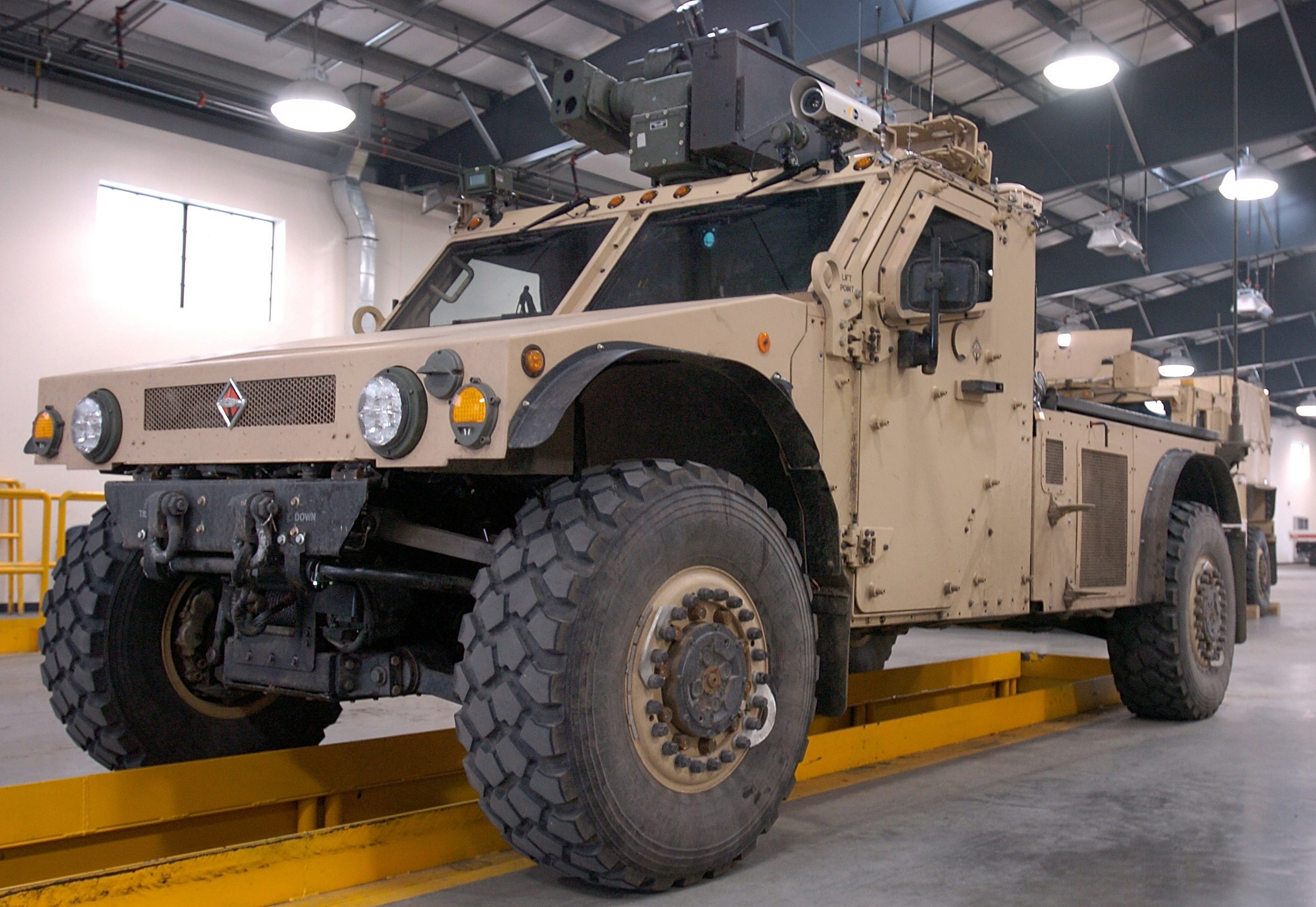
FTTS (Future Tactical Truck System. 将来型戦術トラックシステム)（英語版）
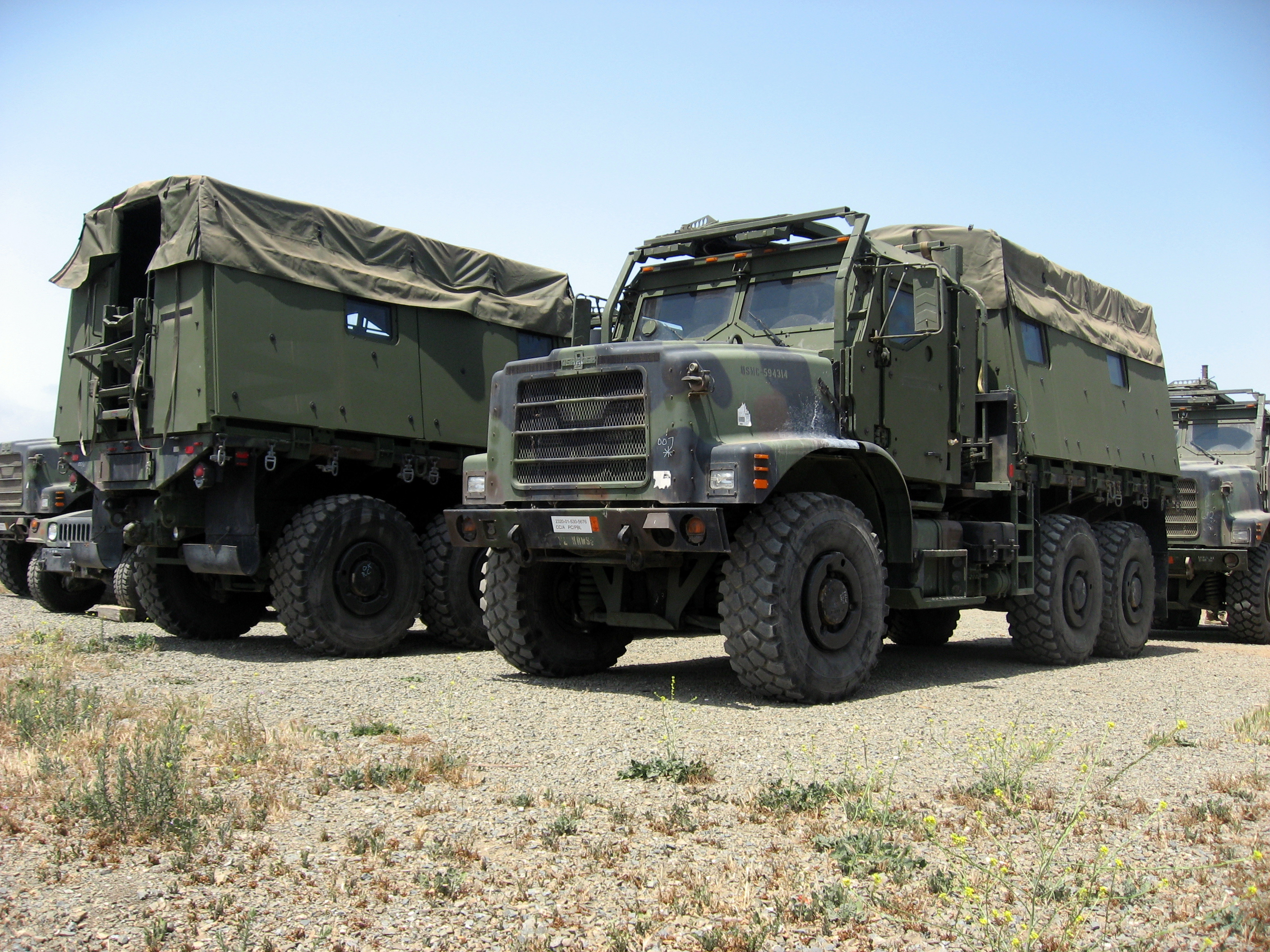
MTVR
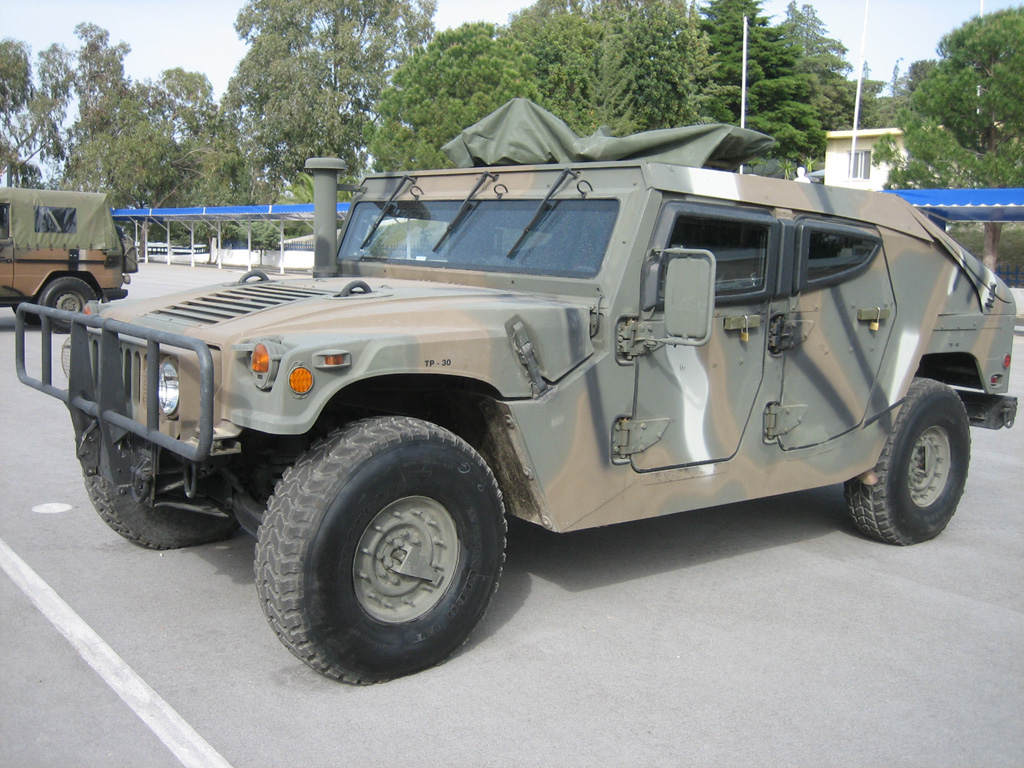
ギリシャ陸軍の HMMWV M1114GR
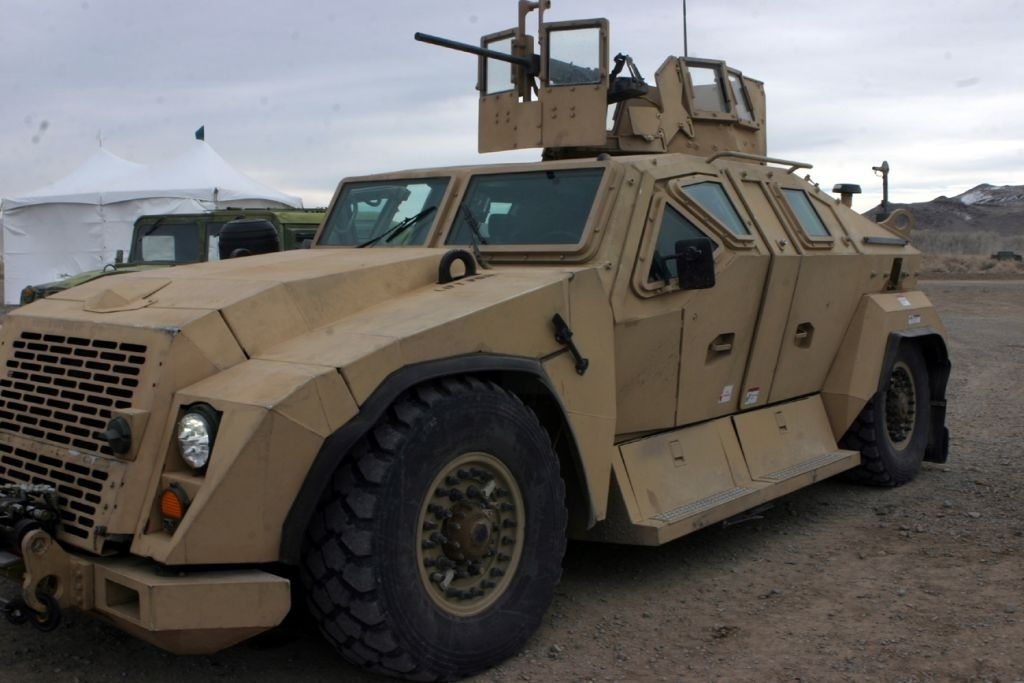
CTV

- JLTV
- CTV(Combat Tactical Vehicle, 戦闘戦術車両)（英語版）
- ハンヴィー M1114GR、M1118GR
- マック・トラックス グラナイト
- DAF トロプコ
- フレイトライナー M-915[9]
- マヒンドラ&マヒンドラ ラクシャク
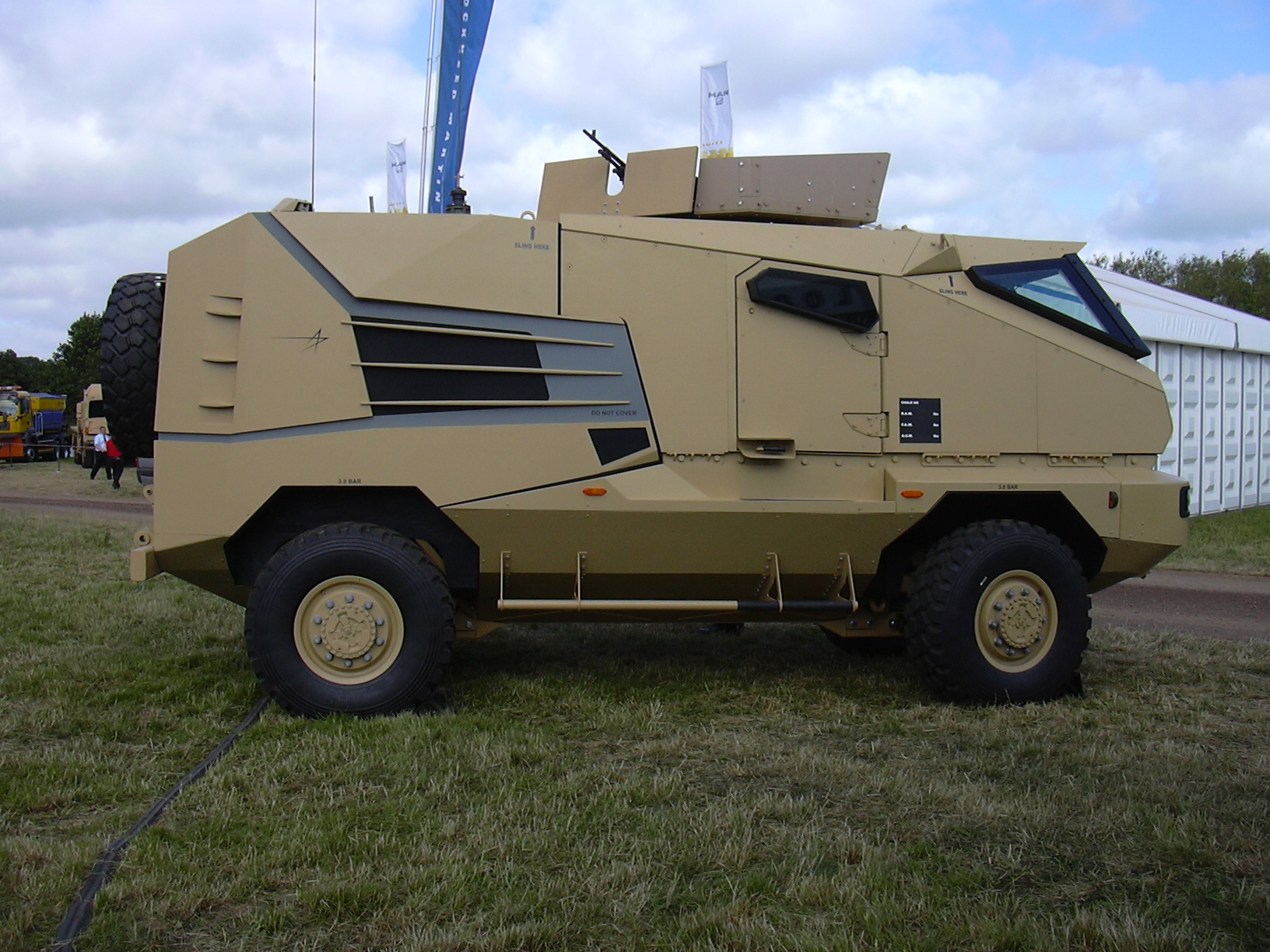
ロッキード・マーティン AVA-1
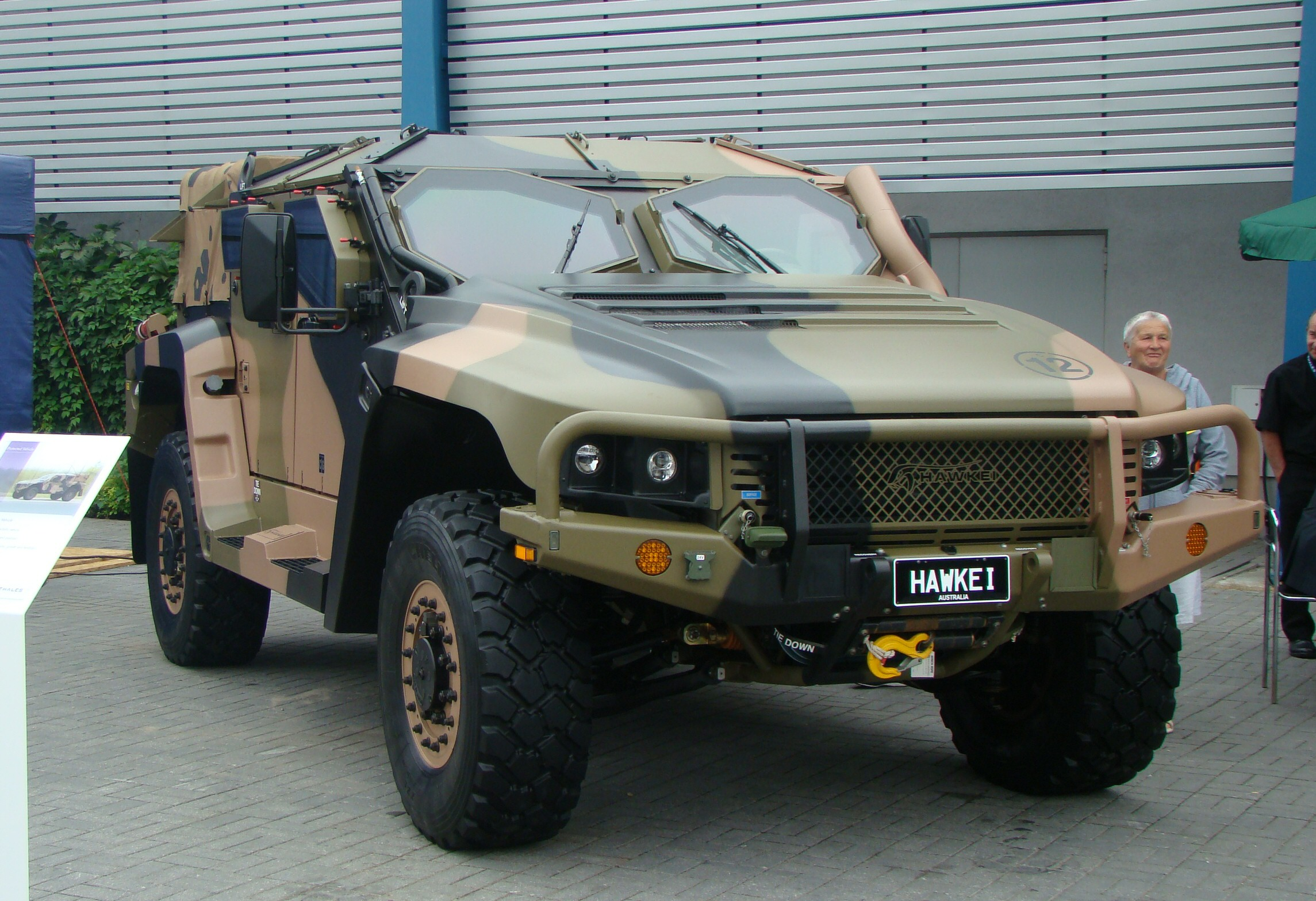
タレス・オーストラリア（英語版）ハーケイ

- プラサン サンドキャット
- ティグリス
- オシュコシュ M-ATV
- マックスプロ ダッシュ
- MXT-MVA
- FTTS
- MTVR
- ギリシャ陸軍の HMMWV M1114GR
- CTV
- AVA-1
- ハーケイ